# عزرا ميلر
عزرا ميلر (بالإنجليزية: Ezra Miller)‏ (مواليد 30 سبتمبر 1992 في نيو جيرسي)، هو ممثل أمريكي بدأ مسيرته الفنية عام 2008.

## الأعمال
- القانون والنظام: الوحدة الخاصة للضحايا (2009)
- نحتاج للتحدث عن كيفين (2011)
- مزايا أن تكون خجولا (2012)
- تجربة سجن ستانفورد (2015)
- كارثة (2015)
- باتمان ضد سوبرمان : فجر العدالة (2016)
- الوحوش المذهلة وأين تجدها (2016)
- فرقة العدالة (2017)
- ذا فلاش (2023)

## وصلات خارجية
- عزرا ميلر على موقع IMDb (الإنجليزية)
- عزرا ميلر على موقع ميتاكريتيك (الإنجليزية)
- عزرا ميلر على موقع روتن توميتوز (الإنجليزية)
- عزرا ميلر على موقع قاعدة بيانات الأفلام العربية
- عزرا ميلر على موقع قاعدة بيانات الأفلام العربية
- عزرا ميلر على موقع ألو سيني (الفرنسية)
- عزرا ميلر على موقع ميوزك برينز (الإنجليزية)
- عزرا ميلر على موقع أول موفي (الإنجليزية)
- عزرا ميلر على موقع بوكس أوفيس موجو (الإنجليزية)
- عزرا ميلر على موقع قاعدة بيانات الأفلام السويدية (السويدية)